# CFDT Agri-Agro
La CFDT Agri-Agro (anciennement FGA-CFDT ou Fédération Générale Agroalimentaire CFDT) est une fédération syndicale française des travailleurs de l'agriculture, de l'agroalimentaire et des services à l'agriculture. 
Elle fédère une centaine de syndicats de ces secteurs affiliés à la CFDT (dont elle est l'une des dix-sept fédérations). Elle organise les salariés de tous les secteurs liés à l'agriculture et à la transformation de ses produits : la production, les services privés à l'agriculture, le secteur public agricole et la transformation proprement dite. Elle agit dans les entreprises et les branches professionnelles pour défendre les intérêts et les droits des salariés, améliorer les salaires, les conditions de travail et les conditions d’emplois, favoriser les créations d’emplois et l’égalité professionnelle, maintenir une protection sociale de qualité, juste et solidaire.
L'actuel secrétaire général[évasif] de la CFDT Agri-Agro est Alexandre Dubois : il a été élu lors du conseil fédéral de décembre 2022 à la suite de Fabien Gimbretière, anciennement élu lors du congrès de Reims en 2017.
Elle a, ainsi, contribué de manière très importante à la conquête de l’égalité des droits sociaux dont les salariés du monde agricole ont été longtemps exclus, sous prétexte d’une spécificité agricole. Elle continue d’agir pour gommer les différences encore existantes, mais aussi pour éviter que d’autres écarts se créent.
Ses réflexions et propositions sur des sujets transversaux et sociétaux (économie des filières, évolution de l’agriculture, environnement, Politique Agricole Commune) ont pour objectif une meilleure prise en compte des travailleurs dans l’économie et la société.
Affiliée à l'UITA et à l'EFFAT, elle œuvre également en faveur d'une solidarité européenne et internationale de tous les travailleurs. Elle mène par ailleurs une action coordonnée avec de nombreux syndicats en Europe (Bulgarie, Lituanie, Italie, Espagne…)

## Histoire
La Fédération générale de l'agriculture est créée en 1962 à la suite de la fusion de deux branches agricoles de la Confédération française des travailleurs chrétiens (CFTC), l'une concernant les techniciens, l'autre les travailleurs de la terre. Cette organisation syndicale s'intéresse aux salariés agricoles à une époque où ils n'ont pas le même statut que les autres salariés, en particulier en matière de revenu minimum : le salaire minimum agricole garanti (SMAG) est alors inférieur de 15 % au salaire minimum interprofessionnel garanti (SMIG). L'initiative de la création revient à Michel Rolant qui en deviendra secrétaire général de 1963 à 1968, avant d'en devenir le président de 1968 à 1971.
En 1964, à la suite de la déconfessionnalisation de la CFTC, la FGA rejoint la Confédération française démocratique du travail, nouvellement créée.
Un des faits marquants est la participation de la FGA-CFDT aux accords de Varenne de 1968 reconnaissant aux salariés agricoles les mêmes droits qu'aux autres salariés, entrainant la suppression du SMAG. Dès cette période, et dans les années 1970, elle exprime une voix sur l'avenir de l'agriculture et sa transformation, en revendiquant une place pour les salariés agricoles marquant un décalage avec les discours des dirigeants des organisations syndicales agricoles.
En 1973, la FGA-CFDT signe avec les trois autres organisations syndicales concernées un programme revendicatif commun pour les salariés agricoles. En 1977, elle élabore une plate-forme formulant ses revendications et ses propositions de transformation de l'agriculture qui sera un support d'une pression auprès du Gouvernement.
En 1980, à l'instar des autres syndicats de salariés du secteur, la CFDT fusionne la branche agricole avec la branche agroalimentaire. La FGA devient la Fédération générale de l'agroalimentaire.
À partir de 1981, les organisations syndicales de salariés agricoles se font entendre sur la politique agricole et expriment leurs propositions au sein de la Conférence agricole annuelle. En 1983, le nombre d'élus salariés augmente au sein des Chambres d'agriculture. La FGA-CFDT, avec 35 % des voix, y est le premier syndicat devant la CGT.

## Secteur représenté
L'agroalimentaire est le deuxième employeur de l'industrie française ; il comprend en effet près de 400 000 salariés pour un chiffre d'affaires de quelque 670 milliards de francs (sources 1992) ; cependant, en 1992, il est marqué par une accélération des suppressions d'emplois selon le magazine Les Échos.

## Organisation
La CFDT Agri-Agro organise et regroupe les branches en unions professionnelles fédérales, au nombre de trois : production agricole, transformation alimentaire, services à l'agriculture.

## Représentativité 2017
- Services : 37,30 %
- Transformation agroalimentaire : 32,79 %
- Production agricole : 23,37 %